# Vlag van Veenklooster

Vlag van Veenklooster

De vlag van Veenklooster is de dorpsvlag van het Nederlandse dorp Veenklooster, in de Friese gemeente Noardeast-Fryslân. De vlag werd in 1976 geregistreerd.
De dorpsvlaggen van 14 dorpen in Kollumerland en Nieuwkruisland werden in de jaren 1969/70 tot stand gekomen in overleg met de Fryske Rie foar Heraldyk en de heren Minnema, Keune en Offringa, leden van de Geakunde Commissie van Kollumerland en Nieuwkruisland In de ontwerpperiode hebben de besturen van de Plaatselijk Belang-organisaties in elk van de dorpen, de ontwerpen besproken, en goedgekeurd of verworpen, in welk laatste geval een nieuw ontwerp werd aangeboden.

## Beschrijving
De beschrijving van de vlag is als volgt:
Een blauwe vlag met een wit kruis op het midden; op het witte kruis een zwart kruis.
De kleuren zijn afkomstig van het dorpswapen.

## Symboliek
- Kruis: verwijst onder meer naar de kruising van wegen waarbij het dorp ontstaan is.[3]

## Zie ook

Wapen van Veenklooster